# Wagarschak Arutjunowitsch Ter-Waganjan

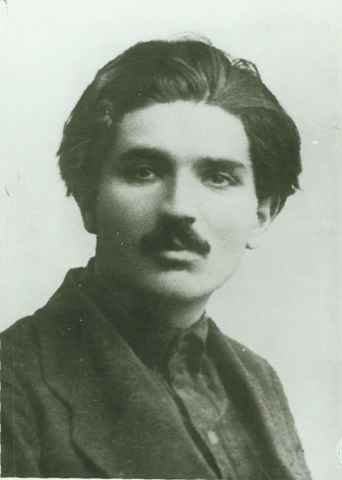
Wagarschak Ter-Waganjan

Wagarschak Arutjunowitsch Ter-Waganjan (armenisch Վաղարշակ Հարությունի Տեր-Վահանյան; russisch Тер-Ваганян, Вагаршак Арутюнович / Ter-Waganjan, Wagarschak Arutjunowitsch, wiss. Transliteration Vagaršak Arutjunovič Ter-Vaganjan; * 5. November 1893 im Dorf Kartschewan, Gouvernement Eriwan; † 25. August 1936 in Moskau) war ein russisch schreibender, in Moskau wirkender sowjetischer Schriftsteller, der dreimal aus der Kommunistischen Partei der Sowjetunion (KPdSU) ausgeschlossen wurde. Als eines der ersten Opfer der Stalinschen Säuberungen wurde er im Ersten Moskauer Prozess am 24. August 1936 zum Tode verurteilt und am darauffolgenden Tag erschossen. 

## Leben

### Funktionär
1912 trat Wagarschak der SDAPR(B) bei und wurde 1917 zum Sekretär des Moskauer Komitees dieser Partei ernannt. 1918–1920 war er Mitglied des Allrussischen Zentralen Exekutivkomitees und des Moskauer Stadtsowjets. 1922–1923 arbeitete Ter-Waganjan als verantwortlicher Redakteur der Moskauer philosophisch-ökonomischen Zeitschrift Unter dem Banner des Marxismus. Daneben leitete er das Kabinett Plechanow im Marx-Engels-Institut. 1923 stand er Trotzki bei und unterzeichnete die Erklärung der 46. 
Später war Ter-Waganjan in einem Verlag der Leichtindustrie tätig und arbeitete für Woronskis Literaturmagazin Rotes Neuland mit. Weil er sich Ende 1927 auf dem XV. Parteitag der KPdSU zur Linken Opposition seiner Partei bekannte, wurde er das erste Mal aus ihr ausgeschlossen und nach Kasan verbannt. Als Ter-Waganjan 1929 seine oppositionelle Tätigkeit bereute, nahmen ihn die Genossen wieder in ihre Reihen auf. 1933 wurde er als Mitglied der Opposition unter Smirnow das zweite Mal aus der Partei ausgeschlossen und inhaftiert. Im Gefängnis trat er in den Hungerstreik und verfasste eine Eingabe an Stalin. Daraufhin wurde er 1934 freigelassen und wieder in die Partei aufgenommen. Aktivitäten gegen die Partei zogen 1935 den dritten Ausschluss nach sich.
1936 wurde Ter-Waganjan zusammen mit der Kamenew-Sinowjew-Gruppe als angeblicher Spion und Terrorist verhaftet, angeklagt, verurteilt und erschossen.
Erst 1988 wurde Ter-Waganjan rehabilitiert.

### Literat
Einige Werke aus der Feder Ter-Waganjans:
- 1921 Статьи о Толстом (Artikel über Tolstoi)
- 1923 Белинский (Belinski)
- 1924 А. И. Герцен. Сборник статей (Artikelsammlung zu Alexander Iwanowitsch Herzen)
- 1924 Ленин о задачах внутреннего партийного строительства (Lenin über Parteiarbeit)
- 1924 Ленин и искусство вооруженного восстания (Lenin und die Kunst des bewaffneten Aufstandes)
- 1925 О некоторых вопросах истории РКП (Über einige Fragen der Parteigeschichte)
- 1926 Что получается, когда обыватель роется в истории (Was herauskommt, wenn wir Geschichtliches ausgraben)
- 1926 Поборники каннибализма (Die Verfechter des Kannibalismus)
- 1926 По боевым вопросам марксизма (Polemik zum Marxismus)
- 1926 Две заметки по спорным вопросам истории (Zwei Anmerkungen zu kontroversen Fragen der Geschichte)
- 1927 Не согласен ни с одним из моих оппонентов (Ich füge mich keinem meiner Gegner)
- 1929 Две статьи Плеханова в „Летописях марксизма“ (Zu zwei Artikeln Plechanows in den Annalen des Marxismus)
- 1931 Основные вопросы педагогической дискуссии (Grundfragen der pädagogischen Diskussion)
- 1931 Организация научного творчества масс (Über die kreative Beschäftigung der Bevölkerung mit der Wissenschaft)
- 1931 О системе народного образования (Über Volksbildung)
- 1934 Chatschatur Abowjan (russ. Хачатур Абовян, online bei fb2-books.org) (russisch)